# 有机钠化学
有机钠化学是研究含有碳-钠键的金属有机化合物（即有机钠化合物）化学的学科。 有机钠化合物的应用因为与有机锂化合物（同样位于元素周期表IA族）竞争而收到部分限制。尽管如此仍存在几种重要的化合物。
碳与碱金属原子形成的化学具有很强的极性，而碳原子具有强的亲核性(比较电负性，碳为2.55，而锂0.98、钠0.93、钾0.82、铷0.82)。最重要的有机钠化合物是环戊二烯基钠，它可以通过金属钠与环戊二烯反应来制备：
2 Na + 2 C5H6  →  2 NaC5H5  +  H2
更高级别的碱金属甚至可与非活性的烃类发生金属化反应，而且还可发生自身金属化反应：
2 NaC2H5 →  C2H4Na2 + C2H6
另一个副反应是β-消除反应:
NaC2H5 →  NaH + C2H4
这类化合物具有的碳负离子的性质可以通过共振来使之稳定，比如三苯甲基钠（Ph3CNa）这类化合物。
金属钠还能与烃发生单电子还原反应。与萘反应得到萘钠溶液。
C10H8 + Na → Na+[C10H8]-•
在Wanklyn反应(1858)中 ，钠代替了镁与二氧化碳进行类似于格氏试剂的反应：
C2H5Na + CO2 → C2H5CO2Na
最早制得的烷基钠是通过二烷基化合物（比如二乙基汞）进行Schorigin反应或Shorygin反应制备的 ： 
(C2H5)2Hg  + 2Na → 2C2H5Na

## 更高级的碱金属化学
更高级的碱金属有机金属化合物，包括有机钾化合物、有机铷化合物和有机铯化合物，比有机钠化合物更活泼因而用途有限。一种著名的试剂是施洛瑟碱，即正丁基锂与叔丁醇钾的混合物。这种试剂是超强碱，并可以与丙烯反应得到烯丙基钾 (KCH2CHCH2)。顺-2-丁烯和反-2-丁烯与碱金属反应时处于平衡状态：当碱金属为锂或钠时，异构化速度很快；而更高级的碱金属时，则平衡更趋缓慢。这是由于高级的碱金属因较大的空间位阻而阻止了异构化。